# الوساطة الألمانية

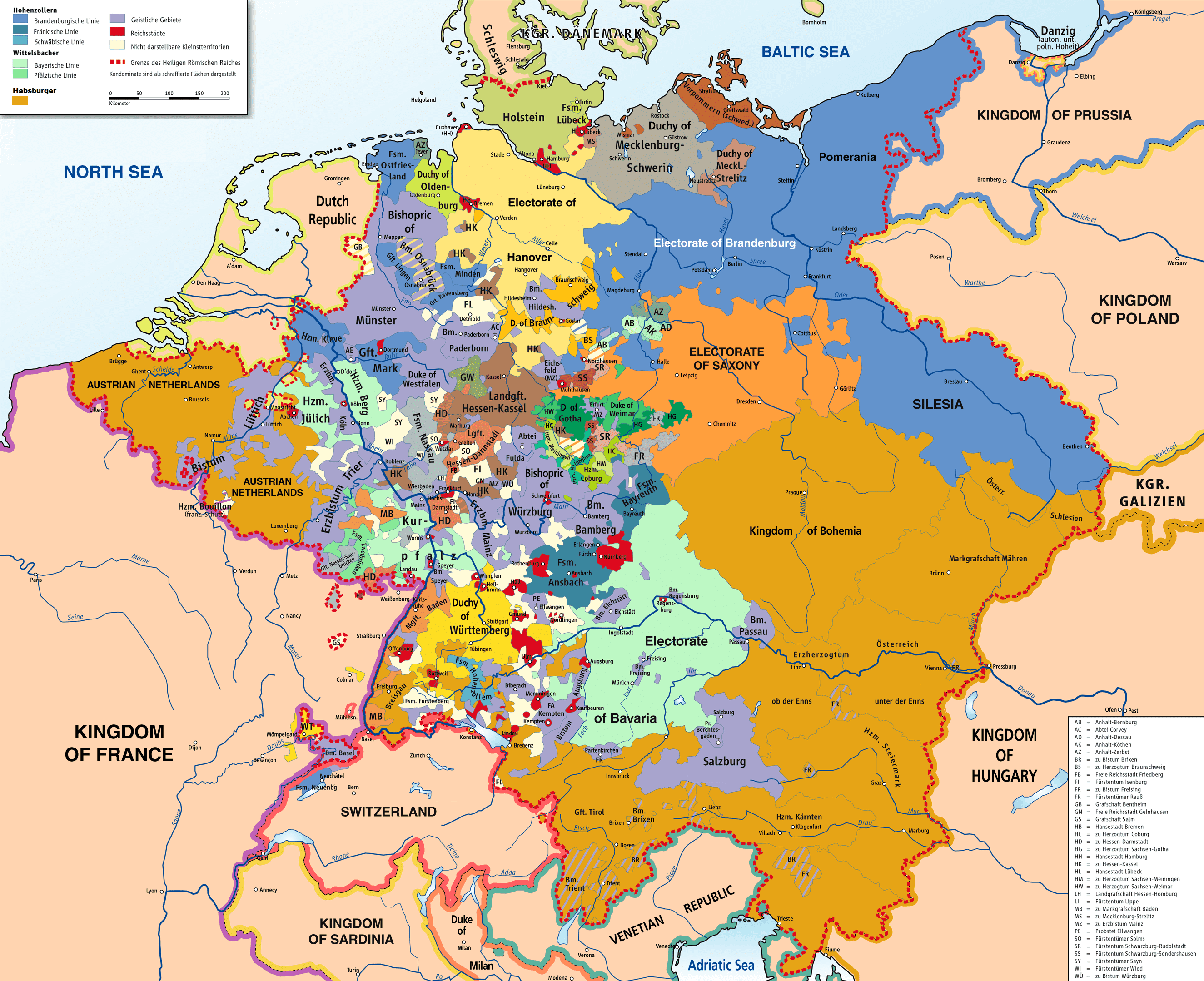
خريطة الإمبراطورية الرومانية المقدسة في 1789

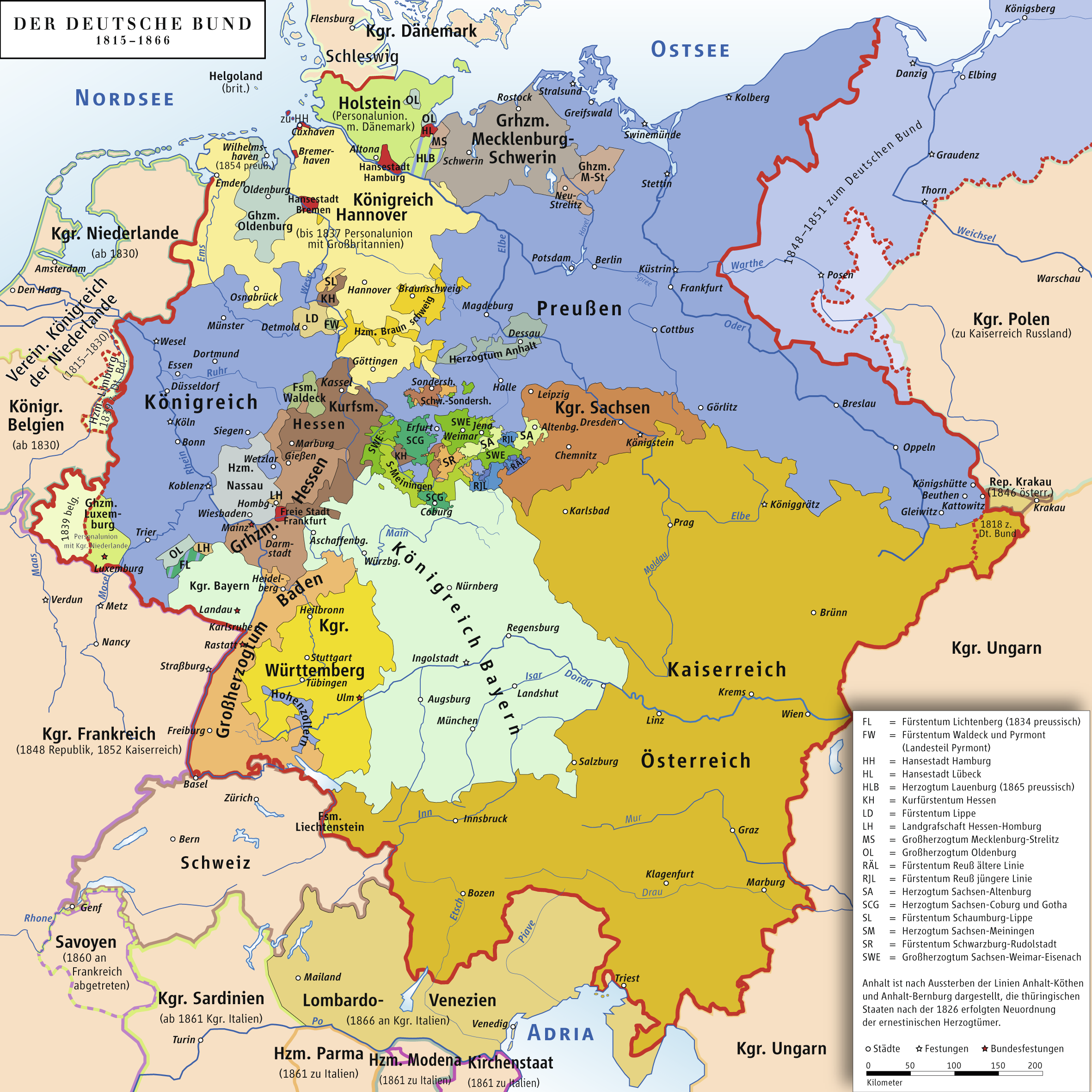
الاتحاد الألماني بعد عام 1815، نتيجة الوساطة الألمانية خلال الحروب النابليونية

الوساطة الألمانية الإنجليزية: /miːdiətaɪˈzeɪʃən/ ، (بالألمانية: deutsche Mediatisierung) كانت إعادة الهيكلة الإقليمية الرئيسية التي حدثت بين عامي 1802 و1814 في ألمانيا والمنطقة المحيطة بها عن طريق التوسط الشامل والعلمنة  لعدد كبير من الدول الإمبراطورية. فقدت معظم إمارات الكنسية والمدن الإمبراطورية الحرة والإمارات العلمانية، وغيرها من كيانات الحكم الذاتي الصغرى في الإمبراطورية الرومانية المقدسة وضعها المستقل وتم استيعابها في الدول المتبقية. بحلول نهاية عملية الوساطة، انخفض عدد الولايات الألمانية من حوالي 300 إلى 39 فقط.
يستخدم المؤرخون مصطلح mediatisation لكامل عملية إعادة الهيكلة التي حدثت في ذلك الوقت، سواء نجحت الدول التي تم التوسط فيها بشكل أو فقدت كل فردانية. وقعت علمنة الدول الكنسية بالتزامن مع وساطة المدن الإمبراطورية الحرة وغيرها من الدول العلمانية.
إن الوساطة الجماعية والعلمنة للدول الألمانية التي حدثت في ذلك الوقت لم تكن من قبل الألمان. لقد تعرضت لضغوط عسكرية ودبلوماسية لا هوادة فيها من قبل فرنسا ونابليون الثورية. شكلت إعادة التوزيع الأكثر شمولية للممتلكات والأراضي في التاريخ الألماني قبل عام 1945.
وكانت أهم نقطتين في العملية هما العلمنة / ضم الأراضي الكنسية والمدن الإمبراطورية الحرة في 1802–03، والتوسط في الأمارات والعلمانيات العلمانية في عام 1806.

## العلمانية

### تأثير الثورة الفرنسية
في أواخر القرن الثامن عشر، لم يكن استمرار وجود الإمبراطورية الرومانية المقدسة، على الرغم من دستورها القديم، مهددًا بشكل خطير من الداخل. استغرق الأمر عاملاً خارجياً ـ الثورة الفرنسية ـ لزعزعة الإمبراطورية وتأسيسها.

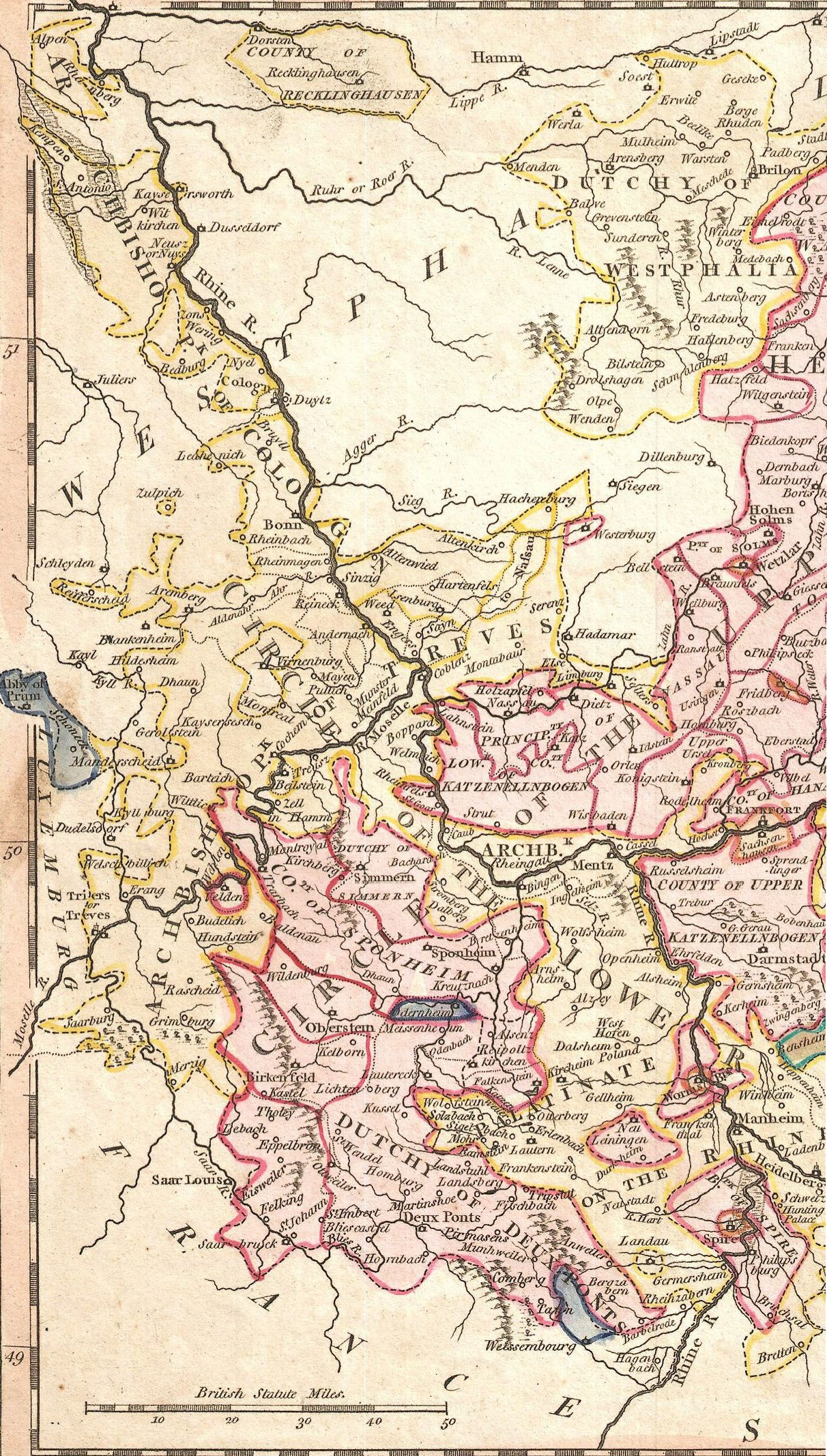
راينلاند في عام 1789: ضم الضفة الفرنسية بأكملها من نهر الراين من قبل الجمهورية الفرنسية حرك عملية الوساطة

بعد أن أعلنت فرنسا الثورية الحرب على بروسيا والنمسا في أبريل 1792، غزت جيوشها وعززت في نهاية المطاف سيطرتها على هولندا النمساوية وبقية الضفة اليسرى لنهر الراين بحلول نهاية عام 1794. بحلول ذلك الوقت، كان القادة الفرنسيون قد قرروا بالفعل ضم تلك الأراضي إلى الجمهورية بمجرد أن تسمح الظروف بذلك. أصبح إقناع الدول والأمراء الألمان الذين خسروا ممتلكاتهم غرب نهر الراين للتوصل إلى اتفاق وصل إلى حد التملق الفرنسي الهائل للأراضي الألمانية عن طريق تعويض أنفسهم بالأرض على الضفة اليمنى هدفًا ثابتًا للثوريين الفرنسيين ولاحقًا نابليون بونابرت. علاوة على ذلك، نظرًا إلى أن رجال الدين الألمان الكاثوليك على جميع المستويات كانوا الأعداء الأكثر قوة للجمهورية «الملحدة»، وقد وفروا فعليًا السبب الأول للحرب بين فرنسا والإمبراطورية الرومانية المقدسة من خلال عمل استفزازي مثل السماح لنبلاء المهاجرين الفرنسيين بالقيام بالأنشطة المعادية للثورة من أرضهم، قدّر القادة الفرنسيون أن الحكام الكنسيين ورجال الدين الآخرين ينبغي استبعادهم من أي تعويض في المستقبل. من ناحية أخرى، ينبغي تعويض الحكام العلمانيين الذين يحق لهم الحصول على تعويض بالأراضي الكنسية العلمانية والممتلكات الواقعة على الضفة اليمنى. 
تم التوقيع معاهدة كامبو فورميو -التي املاها الجنرال بونابرت- المؤرخة أكتوبر 1797 في أعقاب الانتصارات الفرنسية الكبرى على الجيوش النمساوية، شريطة أن يتم تعويض النمسا عن خسارة النمسا الهولندية والنمسا اللومباردية بالبندقية ودالماتيا. أضاف بند سري، لم ينفذ في ذلك الوقت، رئيس أساقفة سالزبورغ وجزء من بافاريا كتعويض إضافي. كما نصت المعاهدة على عقد مؤتمر في راستات حيث يتفاوض مندوبو البرلمان الإمبراطوري حول سلام عام مع فرنسا. كان من المتوقع على نطاق واسع أن تطالب فرنسا بالتنازل الرسمي عن الضفة الغربية بأكملها، وأن يتم تعويض الأمراء العلمانيين المحرومين من الأراضي الكنسية شرق نهر الراين، ومناقشة خطة تعويض محددة واعتمادها.  في الواقع، في 9 مارس 1798، قبل المندوبون في المؤتمر في راستات رسمياً التضحية بالضفة اليسرى بأكملها، وفي 4 أبريل 1798، وافقوا على علمنة جميع الولايات الكنسية ما عدا الثلاثة في ماينز وكولونيا وتريير، حيث كان استمرار وجود الولايات الثلاثة خط أحمر بالنسبة للإمبراطور فرانسيس الثاني. فشل المؤتمر، الذي استمر حتى عام 1799، في تحقيق أهدافه الأخرى بسبب الخلاف بين المندوبين حول إعادة تقسيم المناطق العلمانية وعدم كفاية السيطرة الفرنسية على العملية الناجمة عن الصراع المتزايد على السلطة في باريس.

## عطلة البرلمان النهائية لشهر فبراير 1803
يشار إلى فترة الاستراحة النهائية للإنتاج الإمبراطوري (بالألمانية: القرار الرئيس لمجلس المبعوثين الإمبراطوري) في 25 فبراير 1803 باسم القانون الإمبراطوري الذي أدى إلى إعادة الهيكلة الإقليمية للإمبراطورية عن طريق إعادة تخصيص الولايات الكنسية والمدن الإمبراطورية إلى العقارات الإمبراطورية الأخرى. في الواقع، لم تلعب الاستراحة النهائية ولا التفويض الإمبراطوري الذي صاغها دورًا مهمًا في هذه العملية لأن العديد من القرارات الرئيسية كانت قد اتخذت بالفعل خلف الأبواب المغلقة في باريس قبل أن يبدأ التفويض في عمله. ومع ذلك، فإن الاستراحة النهائية لا غنى عنها لأنها منحت ختمًا دستوريًا للموافقة على إعادة الهيكلة الإقليمية والسياسية الرئيسية التي كانت ستفتقر إلى الشرعية لولا ذلك.

### خلفية
بعد أن ضغط عليها بونابرت، الذي أصبح الآن راسخًا في فرنسا كقنصل أول، اضطرت الإمبراطورية بعد فترة قصيرة من لونيفيل لتولي مهمة وضع خطة تعويضات نهائية (Entschädigungsplan). قرر البرلمان الإمبراطوري إسناد هذه المهمة إلى الإمبراطور، بصفته مفوضًا للإمبراطورية، بينما كان ينوي الاحتفاظ بالقرار النهائي لنفسه. عدم الرغبة في تحمل العبء الكامل للتغييرات التي كانت ستحدث بموجب الإملاء الفرنسي، رفض فرانسيس الثاني. بعد أشهر من المداولات، تم التوصل إلى حل وسط في نوفمبر 1801 لتفويض مهمة التعويض إلى «التخفيف الإمبراطوري» (Reichsdeputation)، مع قيام فرنسا بدور «الوسيط». تألفت هيئة التفويض من المفوضين من ناخبي ماينز وساكسونز وبراندنبورغ / بروسيا وبوهيميا وبافاريا، ومن دوق فورتمبرغ، لاندغريف هيس كاسيل، وماجستير جراند توتونيك. 

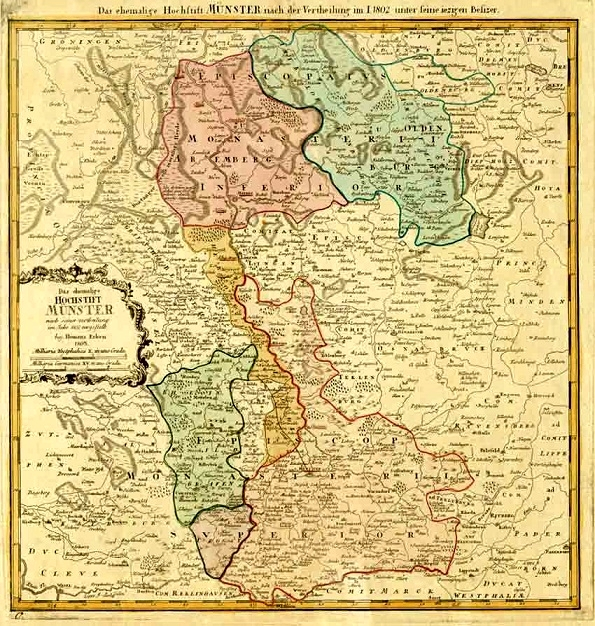
خريطة معاصرة تبين قسم مونستر

بعد فترة وجيزة من Lunéville، تحرك الحكام الألمان الرئيسيون الذين يحق لهم الحصول على تعويض بسرعة لتأمين تعويضهم مباشرة مع فرنسا، وسرعان ما غمرت باريس بمبعوثين يحملون قوائم تسوق من المناطق المرغوبة. شجعت الحكومة الفرنسية الحركة. ترك بونابرت التفاصيل لوزير خارجيته تاليران، الذي اشتهر في جيوبه بالرشوة.  وفي الوقت نفسه، أجاب بونابرت، الذي كان يغازل القيصر ألكسندر الأول الجديد، بشكل إيجابي على رغبة الأخير في المشاركة في العملية كوسيط مساعد. في 19 أكتوبر 1801، وقع البلدان اتفاقًا للعمل بشكل مشترك كـ «قوى الوساطة». في الأساس، أراد ألكساندر، الذي تنتمي زوجته ووالدته إلى منازل بادن وورتمبرغ الأميرية، أن يحبذ أقاربه الألمان المختلفين وهذا يتفق مع هدف فرنسا الطويل الأمد في تقوية ولايات بادن الجنوبية، وويرتمبرغ، وهيس-دارمشتات، وبافاريا، موقع استراتيجي بين فرنسا والنمسا، العدو اللدود.  استمرت المناقشات والتعاملات المحمومة، ليس فقط مع القوى الوسيطة وبين الأمراء المختلفين، ولكن أيضًا داخل مختلف الحكومات أيضًا. داخل مجلس الوزراء البروسي، دفعت إحدى المجموعات للتوسع غربًا في ويستفاليا بينما فضلت مجموعة أخرى التوسع جنوبًا إلى فرانكونيا، حيث سادت المجموعة المؤيدة للستفال في النهاية. بين يوليو 1801 ومايو 1802، تم توقيع اتفاقيات تعويض أولية مع بافاريا، وWürttemberg ، وPrussia، وأبرمت اتفاقات أخرى بشكل أقل رسمية مع Baden و Hesse-Darmstadt و Hesse-Cassel ودول أخرى متوسطة المستوى.
|                       | خسائر                       | مكاسب                        | صافي المكاسب           |
| --------------------- | --------------------------- | ---------------------------- | ---------------------- |
| وصلة=\|حدود بروسيا    | 2000 كم 2 140,000 شخص       | 12000 كم 2 600000 شخص        | 10000 كم 2 460,000 شخص |
| وصلة=\|حدود بافاريا   | 10000 كم 2 </br> 600000 شخص | 14000 كم 2 </br> 850,000 شخص | 4000 كم 2 250,000 شخص  |
| وصلة=\|حدود Baden     | 450 كم 2 </br> 30000 شخص    | 2000 كم 2 </br> 240,000 شخص  | 1550 كم 2 210,000 شخص  |
| وصلة=\|حدود فورتمبيرغ | 400 كم 2 30000 شخص          | 1500 كم 2 120,000 شخص        | 1100 كم 2 90,000 شخص   |

بين التنازل الأول gنابليون في عام 1814 ومعركة واترلو والتنازل النهائي gنابليون في عام 1815، عقدت الدول الكبرى مؤتمر فيينا لإعادة رسم حدود أوروبا. خلال هذا الوقت، تقرر عدم إعادة الإدارات التي تم تسييرها، والمدن الحرة، والولايات العلمانية. بدلاً من ذلك، كان على الحكام السابقين الذين أجروا تصويتًا في البرلمان الإمبراطوري التمتع بوضع أرستقراطي أفضل، حيث يُعتبرون متساوين مع الملوك، ويحق لهم المطالبة بالتعويض عن خسائرهم. لكن تم ترك الأمر لكل دولة من دول الضم لتعويض السلالات الحاكمة، ولم يكن لهذه الأخيرة حق دولي في الانتصاف إذا كانت غير راضية عن قرارات سداد النظام الجديد. في عامي 1825 و 1829، تم إضفاء الطابع الرسمي على تلك المنازل التي تم تعيينها باسم «المنازل الوسيطة»، وفقًا لتقدير الولايات الحاكمة فقط، ولم يتم الاعتراف بجميع المنازل التي حكمت الولايات التي تم الوساطة فيها.

## الملحق

### صرف الأمير المطران ورئيس الأساقفة
| منحت إلى                         | حالة طبية |
| -------------------------------- | --- |
| فرنسا والدول العميلة (ضُمت سابقًا) | - Basel (to the Rauracian Republic) - Chur (to the الجمهورية الهيلفيتية) - انتخابية كولونيا: left bank - أسقفية أمير لييج - Mainz: left bank - Speyer: left bank - Strasbourg: left bank - Trier: left bank - Worms: left bank |
| Duke of Arenberg                 | - انتخابية كولونيا: County of Vest Recklinghausen - إمارة مونستر الأسقفية: مبن |
| الإمبراطورية النمساوية           | - Brixen - Freising: Austrian exclaves - Salzburg: Austrian exclaves of Arnsdorf and Traismauer - Trent |
| Margrave of Baden                | - Basel: Lordship of Schliengen ‏ - Constance - Speyer: right bank - Strasbourg: right bank |
| Elector of Bavaria               | - Augsburg - Bamberg - Freising - Passau - Würzburg |
| Duke of Croÿ                     | - إمارة مونستر الأسقفية: دولمن |
| Elector of Hanover               | - أمير أسقفية أوسنابروك |
| Landgrave of Hesse-Darmstadt     | - انتخابية كولونيا: دوقية وستفاليا - Worms: right bank |
| Duke of Looz-Corswarem           | - إمارة مونستر الأسقفية: Rheina and Wolbeck |
| Princes of Nassau                | - Trier: right bank |
| Prince of Nassau-Orange-Fulda    | - انتخابية كولونيا: دوقية وستفاليا |
| Duke of Oldenburg                | - Lübeck - إمارة مونستر الأسقفية: فشتا and كلوبنبورغ |
| King of Prussia                  | - Hildesheim - Paderborn |
| Archbishop of Regensburg         | - Mainz: right bank - Regensburg |
| Princes of Salm                  | - إمارة مونستر الأسقفية: آهاوس and بوخولت |
| Grand Duke of Salzburg           | - Eichstätt - Salzburg |

### صرف الأديرة الإمبراطورية، الأديرة والممرضات
| منحت إلى                         | حالة طبية |
| -------------------------------- | --- |
| فرنسا والدول العميلة (ضُمت سابقًا) | - Burtscheid - Prüm - St. Cornelimünster ‏ - دير سانت غال (to the الجمهورية الهيلفيتية) - Stablo-Malmedy - Thorn - Weissenburg                         |
| Count of Aspremont-Lynden        | - Baindt |
| Margrave of Baden                | - Gengenbach - Odenheim and Bruchsal ‏ - Petershausen - Salem (Salmansweiler)                                                                          |
| Elector of Bavaria               | - دير الخينغن - Irsee - Kaisheim (Kaisersheim) - Kempten - دير أوتوبويرن - Roggenburg - St. Ulrich and St. Afra ‏ - Söflingen - Ursberg - Wettenhausen |
| Duke of Breisgau-Modena          | - St. Peter ‏ - Schuttern |
| Prince of Bretzenheim            | - Lindau |
| Duke of Brunswick-Wolfenbüttel   | - Gandersheim - St. Ludger ‏ |
| Prince of Dietrichstein          | - دير سانت غال: Neuravensburg |
| Prince of Ligne                  | - Edelstetten |
| Prince of Metternich             | - Ochsenhausen |
| Prince of Nassau-Orange-Fulda    | - Corvey - Fulda - Einsiedeln: St. Gerold im Weingartischen ‏ (sold to Austria in 1804) - Weingarten                                                   |
| Count of Ostein                  | - Buxheim |
| Count of Plettenberg-Wittem      | - Heggbach: Mietingen and Sullmingen |
| King of Prussia                  | - Essen - Herford - Quedlinburg - Werden-Helmstedt |
| Count of Quadt                   | - St. George in Isny ‏ |
| Archbishopric of Regensburg      | - Niedermünster-in-Regensburg - Obermünster-in-Regensburg - St. Emmeram ‏                                                                              |
| Order of St. John                | - St. Blaise ‏ |
| Grand Duke of Salzburg           | - Berchtesgaden |
| Count of Schaesberg-Retersbeck   | - Ochsenhausen: Tannheim |
| Prince of Sinzendorf             | - Ochsenhausen: Winterrieden |
| Count of Sternberg-Manderscheid  | - Schussenried - Weissenau |
| Prince of Thurn and Taxis        | - Buchau - Marchtal - Neresheim |
| Count of Törring-Jettenbach      | - Gutenzell |
| Count of Waldbott von Bassenheim | - Heggbach |
| Count of Wartenberg              | - Rot an der Rot ‏ |
| Duke of Württemberg              | - Ellwangen - Heiligkreuztal - Rottenmünster - Schöntal - Zwiefalten                                                                                  |

الكيانات الكنسية الوحيدة في ألمانيا التي لم تُلغ عام 1803 هي:
- وصلة= إمارة نظام التيوتون (ألغيت في عام 1810)
- وصلة= فرسان القديس يوحنا (ألغيت في عام 1806)
- وصلة= رئيس أساقفة ريغنسبورغ (ألغيت في عام 1805)

### صرف المدن والقرى الإمبراطورية الحرة
| منحت إلى                      | حالة طبية |
| ----------------------------- | --- |
| فرنسا                         | - مدينة آخن الإمبراطورية الحرة - Cologne (Köln) - شباير - فورمس |
| Elector of Bavaria            | - بوبفينغن - فريدريكسهافن (Friedrichshafen) - دينكلسبول - كاوفبويرن - Kempten im Allgäu ‏ - لويتكيرش إم آلغوي - ميمينجين - نوردلينغن - رافنسبورغ - روتنبورغ أب دير تاوبر - شفاينفورت - أولم - فانغن إم آلغوي - فايسنبورغ إن بايرن - فيندسهآيم - Gochsheim (Imperial village) - Sennfeld (Imperial village) - The free men of the Leutkircher Heath (Imperial village) |
| King of Prussia               | - غوسلار - مولهاوزن - نوردهاوزن |
| Margrave of Baden             | - بيبراخ آن در ريس - غينغنباخ - أوفنبورغ - بفولندورف - أوبرلنغن - باد فيمبفن - تسل-آم-هارمرزباخ |
| Duke of Württemberg           | - آلن - إسلينغن آم نيكار - غينغن آن در برنتس - هايلبرون - رويتلينغن - روتفايل - شفايبيش غموند - شفايبيش هال - Weil |
| Landgrave of Hesse-Darmstadt  | - فريدبرغ |
| Prince of Nassau-Usingen      | - باد زودن آن در تاونوس (Imperial village) - زولتسباخ (Imperial village) |
| Prince of Nassau-Orange-Fulda | - Dortmund |
| Prince of Bretzenheim         | - لينداو (sold to Austria in 1804) |
| Count of Quadt                | - إسني إم آلغوي |
| Archbishop of Regensburg      | - ريغنسبورغ - فتسلار |

المدن الحرة الوحيدة في ألمانيا التي لم يتم إلغاؤها في عام 1803 هي:
- وصلة= أوغسبورغ (ضُمت إلى بافاريا 1806)
- وصلة= بريمن (مرفق بفرنسا 1811، تم ترميمه 1814)
- وصلة= فرانكفورت (تم ضمها إلى ريجنسبرج 1806، تم ترميمه عام 1813، تم ضمها إلى بروسيا 1866)
- وصلة= الوادي الامبراطوري لهرمرسباخ (مرفق ببادن 1806)
- Hamburg (ضمت إلى فرنسا 1811، أعيدت 1814)
- وصلة= لوبيك (مرفق بفرنسا 1811، أعيد ترميمه عام 1814، ألغي عام 1937)
- Nuremberg (ضُمت إلى بافاريا 1806)

### أعضاء البرلمان الإمبراطوري الذين توسطوا في عام 1806
| الأمير الفوري                      | حالة طبية |
| ---------------------------------- | --- |
| دوق أرنبرغ                         | - Croÿ-Dülmen |
| Grand Duke of Baden                | - Prince of Auersperg ‏ - Prince of Fürstenberg ‏ - Prince of Leiningen ‏ - Count of Leiningen-Billigheim - Count of Leiningen-Neudenau - Count of Löwenstein-Wertheim-Freudenberg ‏: فرتهايم آم ماين left bank - Prince of Löwenstein-Wertheim-Rosenberg ‏: فرتهايم آم ماين left bank - فرسان الإسبتارية: bailiwick on upper Rhine - Prince of Salm-Reifferscheid-Hainsbach ‏: right bank - Prince of Salm-Reifferscheid-Krautheim ‏: right bank - Prince of Schwarzenberg ‏: Klettgau - Count of Sickingen ‏ |
| King of Bavaria                    | - Baron of Boyneburg-Bömelberg: Erolzheim - Count of Castell-Castell ‏ - Count of Castell-Rüdenhausen ‏ - Prince of Esterházy de Galántha ‏: Edelstetten - Prince of Fugger-Babenhausen - Count of Fugger-Glött - Count of Fugger-Kirchberg-Weissenhorn - Count of Fugger-Kirchheim - Count of Fugger-Nordendorf - Prince of Lobkowicz ‏ - Count of Löwenstein-Wertheim-Freudenberg ‏: exclaves - Prince of Löwenstein-Wertheim-Rosenberg ‏: exclaves - Count of Ortenburg-Tambach - Count of Ostein - Prince of Öttingen-Spielberg ‏ - Prince of Öttingen-Wallerstein ‏ - Count of Pappenheim ‏: Altmühl canton - شونبورن - Prince of Schwarzenberg ‏ - Prince of Sinzendorf ‏ - Count of Stadion-Thannhausen ‏ - Prince of Thurn and Taxis ‏: نويبورغ آن در دوناو - سيد فرسان تيوتون الأكبر ‏ - Prince of Waldburg-Zeil-Trauchburg ‏: Alt-Trauchburg - Prince of Waldburg-Zeil-Wurzach ‏: Ferthofen |
| Grand Duke of Berg                 | - Count of Bentheim-Steinfurt ‏: Bentheim - Count of Bentheim-Steinfurt ‏: Steinfurt - Count of Limburg-Styrum ‏: Styrum - Count of Leiningen-Altleiningen ‏: Schadeck & فستربورغ - Duke of Looz-Corswarem ‏ - Count of Nesselrode ‏: Rhade - Count of Salm-Horstmar ‏ - Prince of Sayn-Wittgenstein-Berleburg ‏: Homburg - Count of Wallmoden-Gimborn - Prince of Wied-Runkel ‏: رونكل |
| Grand Duke of Hesse(-Darmstadt)    | - Count of Erbach-Erbach - Count of Erbach-Fürstenau - Count of Erbach-Schönberg - Landgrave of Hesse-Homburg ‏ - Count of Leiningen-Westerburg-Altleiningen ‏: Ilbenstadt - Prince of Löwenstein-Wertheim-Rosenberg ‏: برويبرغ، هويباخ & Habizheim - Prince of Sayn-Wittgenstein-Berleburg ‏ - Prince of Sayn-Wittgenstein-Hohnstein ‏ - شليتس - Count of Solms-Baruth ‏ - Prince of Solms-Braunfels ‏ - Prince of Solms-Hohensolms-Lich ‏ - Count of Solms-Laubach ‏ - Count of Solms-Rödelheim-Assenheim ‏ - Prince of Stolberg-Rossla ‏ - Prince of Stolberg-Wernigerode ‏: غيدرن - Prince of Wied-Neuwied ‏ - Prince of Wied-Runkel ‏ |
| Prince of Hohenzollern-Sigmaringen | - Prince of Fürstenberg ‏: Jungnau & تروختلفينغن - Prince of Thurn and Taxis ‏: Strasberg & Ostrach |
| Prince of Isenburg                 | - Count of Isenburg-Büdingen ‏ - Count of Isenburg-Meerholz ‏ - Count of Isenburg-Wächtersbach ‏ - شونبورن: هويزنشتام |
| Princes of Nassau                  | - Prince of Anhalt-Bernburg-Hoym ‏ - Count of Leiningen-Westerburg-Neuleiningen ‏: Engelthal - Count of Nesselrode ‏: Reichenstein - Prince of Solms-Braunfels ‏: براونفلز & Greifenstein - Prince of Solms-Hohensolms-Lich ‏: Hohensolms |
| Archbishopric of Regensburg        | - Prince of Colloredo-Mansfeld ‏: Rieneck - Count of Erbach-Erbach: Wildenstein - Count of Löwenstein-Wertheim-Freudenberg ‏: فرتهايم آم ماين right bank - Prince of Löwenstein-Wertheim-Rosenberg ‏: فرتهايم آم ماين right bank |
| Prince of Salm-Kyrburg             | - Baron of Boyneburg-Bömelberg: Gemen |
| King of Saxony                     | - Count of Solms-Wildenfels ‏ |
| King of Württemberg                | - Count of Aspremont-Lynden ‏ - Prince of Dietrichstein ‏ - Prince of Fürstenberg ‏: Gundelfingen and Neufra - Count of Grävenitz - Prince of Hohenlohe-Langenburg-Ingelfingen ‏ - Count of Hohenlohe-Langenburg-Kirchberg ‏ - Prince of Hohenlohe-Langenburg-Langenburg ‏ - Prince of Hohenlohe-Waldenburg-Bartenstein ‏ - Prince of Hohenlohe-Waldenburg-Jagstberg ‏ - Prince of Hohenlohe-Waldenburg-Schillingsfürst ‏ - Count of Königsegg-Aulendorf ‏ - Count of Löwenstein-Wertheim-Freudenberg ‏: Limpurg - Prince of Löwenstein-Wertheim-Rosenberg ‏: Limpurg - Prince of Metternich ‏ - Count Neipperg ‏ - Count of Plettenberg-Mietingen ‏ - Count of Pückler and Limpurg - Count of Quadt-Isny - Count of Rechteren-Limpurg ‏ - Prince of Salm-Reifferscheid-Hainsbach ‏: left bank - Prince of Salm-Reifferscheid-Krautheim ‏: left bank - Count of Schaesberg-Tannheim - Prince of Solms-Braunfels ‏: Limpurg - Prince of Solms-Hohensolms-Lich ‏: Limpurg - Count of Stadion-Warthausen ‏ - Countess of Sternberg-Manderscheid ‏ - Prince of Thurn and Taxis ‏ - Count of Törring-Jettenbach - Prince of Waldburg-Wolfegg-Waldsee ‏ - Prince of Waldburg-Zeil-Trauchburg ‏ - Prince of Waldburg-Zeil-Wurzach ‏ - Count and Countess of Waldeck-Limpurg - Count of Wartenberg-Roth ‏ - Prince of Windisch-Grätz Elder line ‏ |
| Grand Duke of Würzburg             | - Prince of Löwenstein-Wertheim-Rosenberg ‏: فرتهايم آم ماين |

### ولايات توسطت بعد 1806
| بوساطة                              | تاريخ | حالة طبية |
| ----------------------------------- | ----- | --- |
| ملك ويستفاليا                       | 1807  | - إمارة هانوفر الناخبة - انتخابية هسن - Prince of Kaunitz-Rietberg - Count of Platen-Hallermund - Prince of Stolberg-Wernigerode ‏ |
| Grand Duke of Berg                  | 1808  | - Count of Bentheim-Tecklenburg ‏: Rheda - Count of Bentheim-Tecklenburg ‏: Limburg-Hohenlimburg                                    |
| Kingdom of Württemberg              | 1810  | - فرسان تيوتون: bailiwick of باد مرغنتهايم                                                                                        |
| فرنسا                               | 1810  | - Duke of Arenberg ‏ - Lordship of In- and Kniphausen ‏ - دوقية أولدنبورغ الكبرى - Prince of Salm-Kyrburg ‏ - Prince of Salm-Salm ‏   |
| روسيا (status quo of 1806 restored) | 1813  | - دوقية برغ - مملكة فستفالن |
| النمسا                              | 1813  | - إمارة لاين |
| Congress of Vienna                  | 1814  | - دوقية فرانكفورت الكبرى - إيزنبورغ                                                                                               |
| Bavaria                             | 1814  | - دوقية فورتسبورغ الكبرى |

### استعادة الدول ذات السيادة
بعد الإلغاء أو التوسط، تم إعادة إنشاء عدد قليل جدًا من الولايات. تلك التي تم تضمينها:
- وصلة= مدينة بريمن الحرة
- وصلة= مدينة فرانكفورت الحرة
- وصلة= مدينة هامبورغ الحرة
- وصلة= مملكة هانوفر
- وصلة= انتخابية هسن (كاسل)
- وصلة= Landgraviate من هيس هومبورغ
- وصلة= سيادة In- و Kniphausen
- وصلة= مدينة لوبيك الحرة
- وصلة= دوقية جراند أولدنبورغ